# Стан Пейненбург
Стан Пейненбург (нід. Stan Pijnenburg, 4 листопада 1996) — нідерландський плавець.
Призер Чемпіонату світу з плавання на короткій воді 2018 року.
Призер Чемпіонату Європи з водних видів спорту 2018, 2020 років.